# Chantal Raymond
Chantal Alicia Raymond  (sinh ngày 10 tháng 11 năm 1985) là một người mẫu và chủ nhân cuộc thi sắc đẹp người Jamaica, người chiến thắng trong cuộc thi sắc đẹp Hoa hậu Thế giới Jamaica 2010. Cô đại diện cho Jamaica tại cuộc thi Hoa hậu Thế giới 2010 được tổ chức tại Tam Á, Trung Quốc vào ngày 30 tháng 10 năm 2010  Sau Miss Jamaica World, Raymond xuất hiện trong quảng cáo cho các thương hiệu như Lincoln Motor Company và AT&T.

## Giáo dục
Raymond hiện có bằng Cử nhân Khoa học của Đại học Báo chí và Truyền thông Đại học Florida và Tiến sĩ Juris của Trường Luật Harvard. Khi còn là sinh viên tại Harvard, Raymond đã hoàn thành một khóa thực tập kinh tế và chính trị quốc tế với Bộ Ngoại giao Hoa Kỳ. Một trong những thành tựu đáng chú ý nhất của Raymond là có được chín học bổng đại học để hoàn thành bằng cấp của mình. Cô cũng là học sinh nhỏ tuổi nhất trong lớp tốt nghiệp trung học của mình, cho phép cô bắt đầu học toàn thời gian tại Đại học Florida khi chỉ mới 16 tuổi.